# Oscar Capocci
Oscar, anche citato come Oscarre, Capocci Belmonte (Napoli, 18 dicembre 1825 – Napoli, 6 settembre 1904) è stato un architetto italiano.

## Biografia
Figlio di Ernesto Capocci, illustre matematico ed astronomo, fu genero di Friedrich Dehnhardt e nonno paterno della Medaglia d'Oro Teodoro Capocci. Fu allievo di Errico Alvino all'Accademia di Belle Arti di Napoli e nel 1848 prese parte alla spedizione Belgioioso per la Lombardia dove combatté per la prima guerra d'indipendenza con i fratelli Stenore, Dermino e Teucro, ricordo che ispirò durante la prima guerra mondiale il nipote Teodoro e il di lui fratello Arturo, morto a Napoli nel 1920 per una malattia contratta al fronte. Nel 1859 si diplomò all'Accademia e l'anno successivo prese parte alla proclamazione del governo provvisorio a Sora. Nel 1862 divenne insegnante supplente presso l'Accademia, due anni dopo fu incaricato di insegnare Architettura presso la scuola di applicazione d'Ingegneria divenendo professore straordinario dieci anni dopo.
Nel 1871 prese parte alla commissione del piano ordinatore della Città di Napoli insieme ad Errico Alvino, Enrico Albarella e Cafaro. Il governo lo scelse, nel 1876, come insegnante di architettura a Tokio e fu nominato presidente della prima commissione di Architettura civile e arti decorative del Collegio Ingegneri e Architetti di Napoli. Nel 1880 è professore di Disegno di Architettura presso la Facoltà di Scienze Matematiche dell'Università di Napoli, a seguire divenne socio onorario di diverse Accademie prestigiose: Milano nel 1880, Venezia nel 1883 e Firenze 1884. Nominato professore ordinario nell'ateneo napoletano nel 1885, sette anni dopo è socio onorario dell'Accademia Pontiniana e nel 1901 socio dell'Accademia reale di Napoli.

## Opere
- 1852: Concorso per il restauro dell'Arco trionfale del Castel Nuovo;
- 1865/1867: Vittoria del concorso per il monumento ai caduti di Lissa;
- 1871: Direttore dei lavori dell'illuminazione pubblica;
- 1872/1873: Stazione Zoologica insieme allo scultore Adolf von Hildebrand;
- 1877: Vincitore del concorso per l'Ospedale civico di Cerignola;
- 1900: Monumento all'astronomo Ernesto Capocci nel Cimitero di Poggioreale;
- 1900: Istituto chimico dell'Università di Napoli;
- 1900: Cappella Monaco nell'Ospedale Civico di Cerignola;
- 1900: Prefettura di Campobasso.